# 755 v.Chr.
Het jaar 755 v.Chr. is een jaartal in de 8e eeuw v.Chr. volgens de christelijke jaartelling.

## Gebeurtenissen

### Assyrië
- Koning Assur-nirari V aanvaardt de regering over het Assyrische Rijk.

## Overleden
- Assur-dan III, koning van Assyrië